# Kepler-1708b
Kepler-1708b (anteriorment conegut com a KIC 7906827.01) és un exoplaneta de la mida de Júpiter que orbita al voltant de l'estrella semblant al Sol Kepler-1708, situat a la constel·lació del Cigne a uns 5.600 anys llum de distància de la Terra. Va ser detectat per primera vegada l'any 2011 per la missió Kepler de la NASA per mitjà del mètode de trànsit, però no es va identificar com a planeta candidat fins al 2019. El 2021, una exolluna candidata de la mida de Neptú en òrbita al voltant de Kepler-1708b va ser trobada per l'astrònom David Kipping i els seus col·legues en una anàlisi emprant dades de trànsit de Kepler.

## Característiques

### Massa i radi
Kepler-1708b és un planeta gegant gasós una mica més petit que Júpiter en mida, amb un radi de 0,89 RJ. La massa del planeta encara està per mesurar; l'anàlisi precisa dels seus temps de trànsit situa un límit superior de 2 sigma de <4,6 MJ. Aquest límit superior de massa prediu una amplitud màxima de velocitat radial de <98 m/s, tot i que a l'abast dels espectrògrafs més precisos disponibles, la feblesa de l'estrella amfitriona de Kepler-1708b dificultaria les observacions.

### Òrbita i temperatura
Kepler-1708b orbita unes 1,64 unitats astronòmiques de la seva estrella amfitriona i completa una revolució cada 737,11 dies o 2,02 anys, similar a l'òrbita de Mart al sistema solar. A aquesta distància, Kepler-1708b es troba dins de la zona habitable de la seva estrella amfitriona, on rep una irradiància solar de 0,561+0,074
−0,068 vegades la de la Terra a una temperatura d'equilibri relativament freda de 200–300 kèlvins 200–300 kelvins (−73–27 °C). L'excentricitat de la seva òrbita no es mesura i se li dona un límit superior de 2 sigma <0,40.

## Estrella amfitriona
Kepler-1708b orbita al voltant de l'estrella semblant al Sol Kepler-1708, situada a la constel·lació del Cigne a 5,580 ± 240 a.l. (1,712 ± 75 pc) anys llum de distància de la Terra. Amb una magnitud aparent de 16, aquesta estrella és massa feble per ser vista a ull nu. Les coordenades celestes de l'estrella basades en l'època J2000 són: AR 19h 47m 17.79s, dec 43° 37′ 29.4″. El satèl·lit Gaia de l'Agència Espacial Europea ha mesurat una paral·laxi estel·lar de 0,5730 ± 0,0340 mil·lisegons d'arc (mas) i components direccionals de moviment propi de −0,770±0,057 mas/yr, Dec −5,005±0,059 mas/yr. Kepler-1708 és conegut per altres designacions de diversos catàleg d'estels, com ara: UCAC4 669-077544, KIC 7906827, TIC 272716898, 2MASS J19471778+4337295, WISE J194717.78+433729.2 i Gaia DR2 2078801971283008128.
Kepler-1708 és una mica més gran i més massiu que el Sol, amb una massa d'1,088±0,072 M☉ i radi de 1,117±0,064 R☉. També és més calent i lluminós que el Sol, amb una temperatura efectiva de 6.157+231
−202 K i una lluminositat bolomètrica d'1,521 L☉. A partir d'aquestes propietats, Kepler-1708 és probablement una estrella de seqüència principal de tipus F amb una metal·licitat semblant al Sol de [Fe/H] = 0,0±0,2 dex i una edat de 3,16±2,26 mil milions d'anys.

## Exolluna potencial

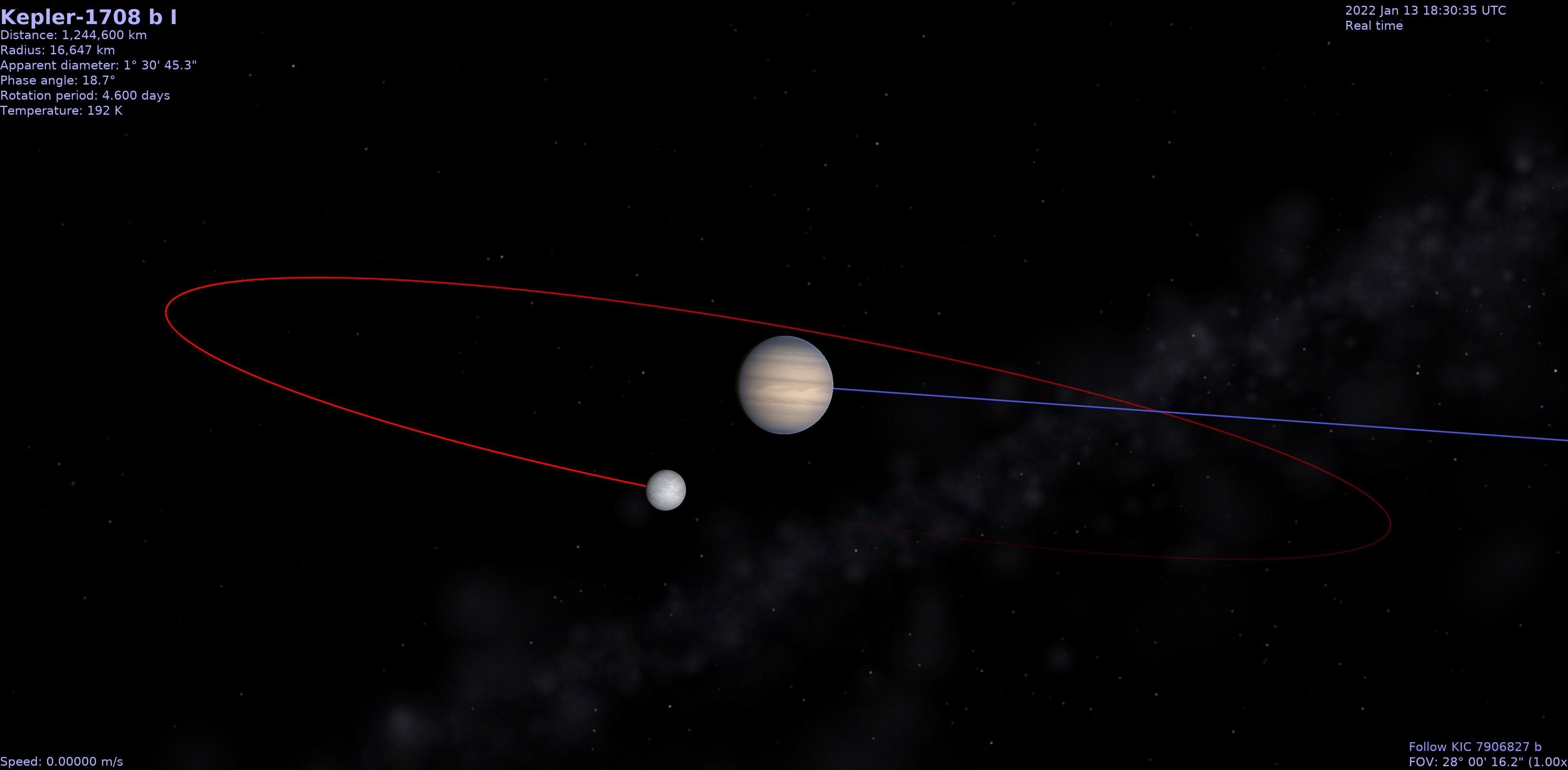
Kepler-1708b i la seva possible exolluna, representada a Celestia.

L'any 2021, David Kipping i els seus col·legues van realitzar una cerca d'exollunes al voltant d'exoplanetes gegants gasosos freds i de llarg període per mitjà de dades fotomètriques de Kepler. D'una mostra de 70 exoplanetes analitzats, només Kepler-1708b mostrava signes d'una exolluna en òrbita que es manifestava com a trànsits secundaris febles que acompanyaven els trànsits del planeta. Aquesta possible exolluna, designada com a Kepler-1708b I, sembla mesurar per sota de la mida de Neptú a 2,6 vegades el radi de la Terra. Probablement, orbita coplanar al seu planeta amfitrió des d'una distància de fins a 12 radis planetaris, comparable a la distància entre Júpiter i la seva lluna Europa, o el doble de la distància Terra-Lluna. La mida extraordinàriament gran de Kepler-1708b I recorda a Kepler-1625b I, un altre candidat a l'exolluna de la mida de Neptú prèviament informat per Kipping et al. el 2017.
Calen observacions addicionals per confirmar o refutar l'existència de l'exolluna: només s'han vist dos trànsits de Kepler-1708b i la seva possible exolluna, i encara no es poden determinar variacions de temps de trànsit. Kipping et al. van determinar que la probabilitat de detectar una exolluna falsa positiva a la mostra estudiada de 70 exoplanetes era <50%. Un estudi de seguiment va suggerir que Kepler-1708b I és probablement indetectable amb el telescopi espacial Hubble, però el telescopi espacial James Webb hauria de poder confirmar o refutar la seva existència.